# Advanced Packaging Tool
APT (ang. Advanced Packaging Tool) – system zarządzania pakietami, używany przez system Debian GNU/Linux. APT został zaprojektowany do współpracy z plikami .deb jedynie w systemie Debian, ale jego zmodyfikowane wersje działają również z pakietami RPM i działają z innymi systemami operacyjnymi, takimi jak np. OS X (Projekt Fink).

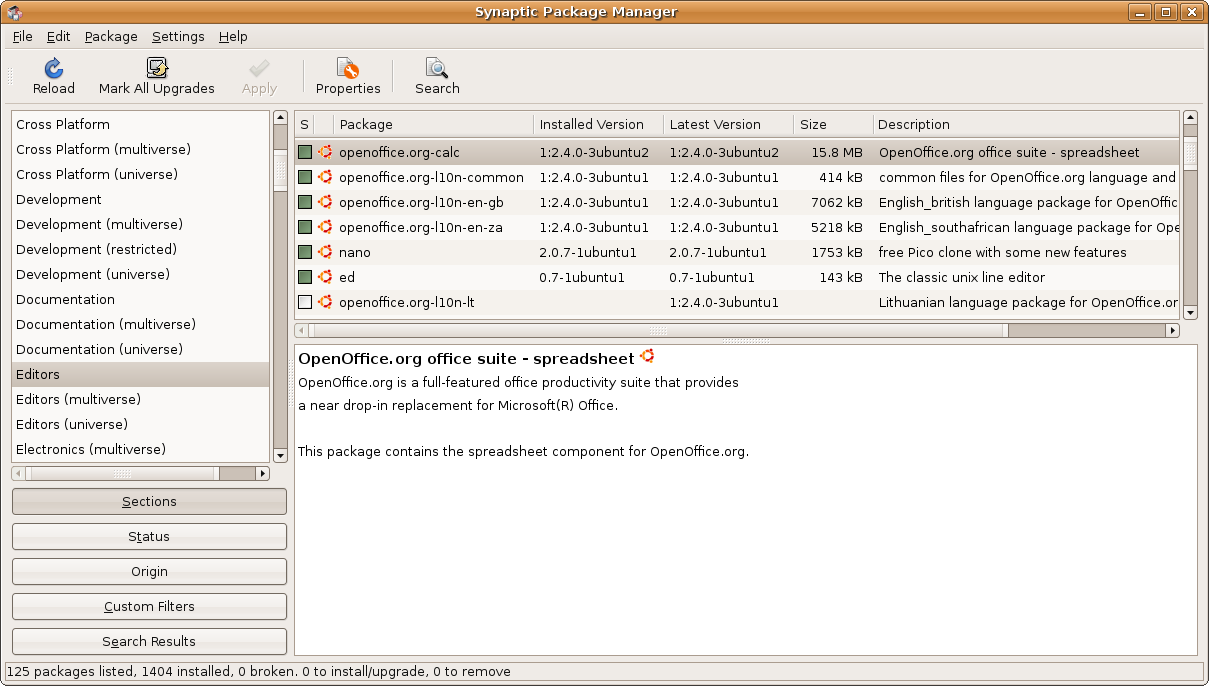
Synaptic

APT upraszcza proces instalacji i usuwania oprogramowania w systemach uniksowych poprzez automatyczne ściąganie pakietu (z Internetu, sieci lokalnej lub płyty CD-ROM), konfigurację, ewentualną kompilację i instalację. Apt-get jest uważany za jedną z najlepszych cech Debiana i daje mu reputację systemu trudnego w instalacji, ale łatwego w użyciu.
APT nie jest programem samym w sobie. Jest biblioteką języka C++ używaną przez oddzielne programy (sterowane z linii poleceń) do zarządzania pakietami. Najczęściej używane z nich to apt-get i apt-cache. Przykładowo, polecenie pełnej instalacji pakietu php5 wygląda tak:
```
apt-get install php5
```

Jeśli któryś z instalowanych pakietów został uszkodzony, można go naprawić komendą:
```
apt-get install -f
```

W nowszych wersjach Linuxa można korzystać z polecenia:
```
apt install 
```

Polecenie apt-get przeszukuje listy pakietów i ich zależności i automatycznie je ściąga, konfiguruje i instaluje. Aby zaktualizować listę pakietów, wystarczy wydać polecenie apt-get update. Polecenie apt-get dist-upgrade pozwala na pełną aktualizację całego systemu do jego najnowszej wersji.
Polecenie:
```
apt-cache search szukana fraza
```

pozwala przeszukać dostępną bazę pakietów na podstawie zawartości pliku /etc/apt/sources.list.
Dostęp do opcji pomocy uzyskujemy przez polecenie:
```
apt-get -h
apt-cache -h
```

## Źródła pakietów
Projekt Debian posiada w swoim centralnym repozytorium ponad 89 000 pakietów gotowych do ściągnięcia i instalacji, ale można również korzystać z praktycznie dowolnej liczby innych repozytoriów (lista aktualnie używanych repozytoriów znajduje się w pliku /etc/apt/sources.list oraz w katalogu /etc/apt/sources.list.d/).
Repozytorium pakietów niekoniecznie musi być umieszczone w Internecie. Może być nagrane na płytach CD-ROM, DVD lub BR. To umożliwia aktualizowanie komputerów niepodłączonych do sieci. Istnieją też programy z przyjaźniejszym interfejsem użytkownika. Najczęściej bazują one na apt-get. Są to między innymi aptitude (oparte na ncurses) i Synaptic (na GTK+).
Ideą APT jest to, żeby pakiet został zainstalowany bez podawania specyficznej lokalizacji, gdzie się znajduje. APT dodatkowo automatycznie zajmuje się zależnościami danej instalacji.
Część instalacji przeglądarki internetowej Galeon za pomocą apt-get:
```
# apt-get install galeon
Czytanie list pakietów... Gotowe
Budowanie drzewa zależności... Gotowe
Zostaną zainstalowane następujące dodatkowe pakiety:
  capplets capplets-data desktop-base galeon-common gnome-control-center
  gnome-session libeel2-2 libgnome-desktop-2 libnautilus2-2
Sugerowane pakiety:
  esound-clients gnome kde wmaker gtm gnome-core gnome-audio
Polecane pakiety:
  epiphany-browser mozilla-mailnews
Zostaną zainstalowane następujące NOWE pakiety:
  capplets capplets-data desktop-base galeon galeon-common
  gnome-control-center gnome-session libeel2-2 libgnome-desktop-2
  libnautilus2-2
0 zaktualizowanych, 10 nowo zainstalowanych, 0 do usunięcia i 21 nie zaktualizowanych.
Konieczne pobranie 7050kB archiwów.
Po rozpakowaniu zostanie dodatkowo użyte 19.5MB miejsca na dysku.
Czy chcesz kontynuować? [T/n]
```

APT automatycznie wykrywa brakujące pakiety i sam je instaluje. Pokazuje rekomendowane i sugerowane programy i biblioteki. Podsumowuje także, jakie nowe pakiety zostaną zainstalowane i jak dużo miejsca zajmą na dysku twardym.

## Priorytety w wyborze pakietów
W pliku /etc/apt/sources.list możemy podać programowi APT, by podczas aktualizacji pobierał bazy danych z repozytoriów kilku gałęzi Debiana naraz, np. ze stabilnej i testowej. Problem, którą wersję danej paczki wybrać, został rozwiązany za pomocą tzw. priorytetów. Priorytet jest to pewna liczba całkowita przypisana pakietowi według zadanego zbioru cech, np. wspomnianej gałęzi. Mając do wyboru przed instalacją kilka pakietów o tej samej nazwie, APT wybierze tę o najwyższym priorytecie i nadpisze nim zainstalowany już pakiet, o ile ten ostatni ma z jakiegoś powodu niższy. Powodem tym może być np. numer wersji: APT (w odróżnieniu od dpkg) nie pozwoli zainstalować starszej niż obecnie zainstalowana wersji, chyba że nadamy (przypniemy, ang. pinning) jej wyższy priorytet.
Priorytety możemy nadawać pakietom w pliku /etc/apt/preferences. W przeciwnym razie APT skorzysta z domyślnie nadanych.

## Easter eggs
Gdy wydamy polecenie apt-get moo program wypisze na standardowe wyjście „obrazek” ASCII-Art, przedstawiający krowę i zapytanie (ang.) „Have you mooed today?” (pol. „Czy już dzisiaj muczałeś?”).
```
# apt-get moo
         (__)
         (oo)
   /------\/
  / |    ||
 *  /\---/\
    ~~   ~~
...."Have you mooed today?"...
```

Podobnie, przy uruchomieniu programu bez żadnych parametrów wyświetlona zostaje krótka pomoc, zakończona słowami (ang.) „This APT has Super Cow Powers” (pol. „Ten APT ma Moce Super Krowy”).

## Lista zainstalowanych pakietów
Aby wyświetlić listę zainstalowanych pakietów:
```
# dpkg -l
```

## Pełna lista poleceń apt-get

### Użycie poleceń
```
# apt-get polecenie [parametry] parametry_polecenia
```

- install – instaluje podane pakiety;
- remove – usuwa podane pakiety;
- purge – całkowicie usuwa podane pakiety, łącznie z plikami konfiguracyjnymi;
- update – aktualizuje listę pakietów w repozytoriach;
- upgrade – aktualizuje pakiety;
- dist-upgrade – dokonuje pełnej aktualizacji pakietów;
- autoremove – usuwa wszystkie nieużywane i zbędne pakiety;
- download – pobiera pakiet binarny do bieżącego katalogu;
- source – pobiera pliki kodu źródłowego podanych pakietów;
- build-dep – konfiguruje zależności pakietów źródłowych;
- check – sprawdza, czy zależności wszystkich pakietów są spełnione;
- changelog – pobiera i pokazuje listę zmian podanego pakietu;
- clean – usuwa pobrane pliki archiwów;
- autoclean – usuwa stare pobrane pliki archiwów;
- moo – żartobliwy rysunek ascii-art pokazujący krowę pytającą o dzisiejsze muczenie;
- dselect-upgrade – zarządza pakietami z użyciem narzędzia dselect.